# Карасьов Іван Кузьмич
Іван Кузьмич Карасьов (нар. 1903, місто Миколаїв — ?) — український радянський діяч, в.о. голови Миколаївської міської ради Миколаївської області. Депутат Верховної Ради СРСР 1-го скликання.

## Життєпис
Народився в багатодітній родині коваля миколаївського суднобудівного заводу «Наваль». З одинадцятирічного віку працював «хлопчиком» на підприємства Миколаєва. Потім був слюсарем та шофером.
Член ВКП(б) з 1927 року.
З 1928 року — слюсар Миколаївського суднобудівного заводу № 198 імені Андре Марті. З 1933 року — начальник школи фабрично-заводського учнівства (ФЗУ) Миколаївського суднобудівного заводу № 198 імені Андре Марті.
У 1936 році закінчив Миколаївський корабельно-будівельний інститут, інженер.
У 1937—1939 роках — в.о. голови Миколаївської міської ради Миколаївської області.